# Joel Lindpere
Joel Lindpere   (Tallinn, 5 d'octubre de 1981) és un exfutbolista estonià de la dècada de 2000.
Fou 107 cops internacional amb la selecció d'Estònia.
Pel que fa a clubs, defensà els colors de CSKA Sofia, Tromsø, New York Red Bulls, Chicago Fire i Baník Ostrava.

## Referències

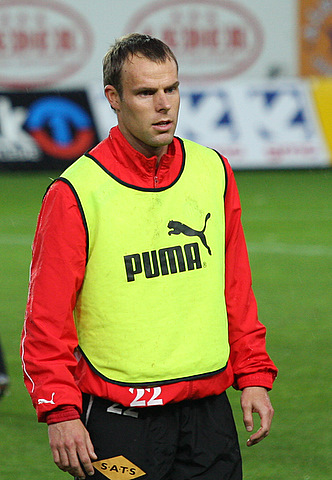
Lindpere a Tromsø.